# Thane (dystrykt)
Thane (dystrykt) (marathi ठाणे जिल्हा, ang. Thane district) – jeden z trzydziestu pięciu dystryktów indyjskiego stanu Maharasztra, o powierzchni 9 558 km². 

## Położenie
Położony jest na zachodnim wybrzeżu tego stanu. Na zachodzie przylega do Morza Arabskiego. Na północy sąsiaduje z: Dadra and Nagar Haveli i stanem Gudźarat. Na wschodzie sąsiaduje z dystryktami Nashik, Ahmednagar, Pune, a południu graniczy z dystryktami Raigad i Mumbai Suburban.
Stolicą dystryktu jest miasto Thane.

## Rzeki
Rzeki przepływające przez obszar dystryktu :
- Bhatsai
- Damanganga
- Kalu
- Murbadi
- Pinjal
- Surja
- Tansa
- Ulhas
- Vaitarna